# Ain’t No Sunshine
Ain’t No Sunshine – piosenka autorstwa Billa Withersa, który był jej pierwotnym wykonawcą. Utwór znalazł się na jego albumie Just as I Am, wydanym w roku 1971. Produkcją płyty zajął się Booker T. Jones. Piosenkę wydano na singlu we wrześniu 1971 roku, co było przełomowym wydarzeniem w karierze Withersa. Mała płyta dotarła na miejsce 3. amerykańskiego zestawienia Billboard Hot 100.

## Wersja oryginalna
W oryginalnym nagraniu dzieła oprócz Withersa (śpiew) udział wzięli Donald „Duck” Dunn (gitara basowa), Al Jackson Jr. (perkusja) oraz Stephen Stills (gitara). Aranżacje na instrumenty strunowe zostały przygotowane przez Bookera T. Jonesa, które nagrano w Memphis przez inżyniera dźwięku Terry’ego Manninga.
„Ain’t No Sunshine” znalazło się na pozycji 285. listy 500 utworów wszech czasów, amerykańskiego magazynu Rolling Stone. W 1972 roku piosenka Withersa wygrała nagrodę Grammy za „Najlepszą piosenkę R&B”.
Autor piosenki zamierzał dopisać tekst do partii, w której powtarzana jest fraza I know 26 razy, jednak pozostali muzycy powiedzieli mu, aby tego nie zmieniać. Jeszcze po nagraniu utworu Bill Withers pracował w fabryce przy produkcji desek klozetowych do samolotu pasażerskiego 747, należącego do amerykańskiego koncernu Boeing Company.

## Wersja Michaela Jacksona
Rok po publikacji Withersa, powstała wersja – stawiającego wówczas pierwsze kroki w karierze solowej – Michaela Jacksona, którą wydano na singlu. Wydawnictwo wspięło się na pozycję 8. brytyjskiego zestawienia UK Singles Chart. Piosenka w jego wykonaniu znalazła się na debiutanckim albumie studyjnym muzyka – Got to Be There.
Lista utworów:
1. „Ain’t No Sunshine”
2. „I Wanna Be Where You Are”

## Wersja „Budki Suflera”
Polską wersję utworu pt. „Sen o dolinie”, ze słowami Adama Sikorskiego, nagrał w lutym 1974 r. zespół Budka Suflera, do którego odniesieniem w kulturze był m.in. III Międzynarodowy Plener Malarski “Dolina Łosośny” pod tytułowym hasłem “Sen o dolinie”.